# Введенский, Александр Иванович (церковный деятель)
Алекса́ндр Ива́нович Введе́нский (30 августа 1889, Витебск — 25 июля 1946, Москва) — российский и советский религиозный деятель, один из идеологов и лидеров обновленчества. Постоянный член обновленческого Священного синода (до его «самоликвидации» весной 1935 года). Ректор Московской богословской академии (открыта в октябре 1923 года); с 10 октября 1941 года «Первоиерарх Православных церквей в СССР».
Проповедник и христианский апологет. Именовал себя «митрополитом-Апологетом-Благовестником». В 1920-е годы имел репутацию непревзойдённого оратора благодаря своим выступлениям на публичных диспутах с «антирелигиозниками» (в 1929 году подобные диспуты были запрещены в связи с изменениями в 4-й статье Конституции).

## Биография
Родился 18 (30 августа) 1889 года в Витебске (ныне Белоруссия). Отец, Иван Андреевич Введенский, уроженец города Костромы, был преподавателем латинского языка в гимназии; впоследствии стал директором гимназии, действительным статским советником, получив дворянское звание. Мать — Зинаида Саввишна Соколова (ум. 1939), родом из Петербурга. Дед по отцу, по неточным сведениям, был псаломщиком из кантонистов, получивший фамилию по храму Введения, где служил псаломщиком.
В 1912 году окончил историко-филологический факультет Петербургского университета.
В 1914 году за полтора месяца экстерном сдал экзамены и получил диплом Петербургской духовной академии.
В июле 1914 года был рукоположён во пресвитера епископом Гродненским Михаилом (Ермаковым) и назначен полковым священником. Рассказывают, что на своей первой службе в сане иерея он «начал читать текст Херувимской песни, молящиеся остолбенели от изумления не только потому, что отец Александр читал эту молитву… не тайно, а вслух, но и потому, что читал он её с болезненной экзальтацией и с тем характерным „подвыванием“, с которым часто читались декадентские стихи».
С 7 марта 1917 года — один из организаторов и секретарь «Союза демократического православного духовенства и мирян», учреждённого в Петрограде. Член Предпарламента как представитель демократического духовенства.
С 1919 года настоятель церкви Захария и Елисаветы в Петрограде.
Баронесса М. Д. Врангель (мать генерала Врангеля) в своих воспоминаниях периода 1918—1920 г.г. «Моя жизнь в коммунистическом раю» так отзывается об этом человеке:

 «Особенно выделяется теперь отец Александр Введенский. Он пользуется громадной популярностью, за ним ходят толпы народа. Приезд его для служения в какую-нибудь церковь производит сенсацию. Из него уже сделали фетиш: рассказывают даже о целом ряде его чудес. Это молодой человек 32 лет, с университетским образованием, окончил два факультета, с большой эрудицией, увлекательный оратор. Так как собеседования, устраиваемые им по разным частным учреждениям, собирали такое скопление народа, что залы не могли вместить, и вокруг здания были большие сборища толпы, рвавшейся его послушать, то власти запретили ему собеседования. Он перенес их в церковь. Все его речи чужды всякой политики; мне случилось присутствовать на двух из бесед. Темы были: „Об унынии“, а вторая: „Что такое счастье?“. Я вынесла глубокое впечатление, громадная эрудиция, глубокая вера и искренность. Проповеди его совсем своеобразные. Много тепла, сердечности, дружественности, я бы сказала: под впечатлением его слов озлобление смягчается. Чувствуется его духовная связь с паствой. Богослужение его — экстаз. Он весь горит и все время приковывает внимание, наэлектризовывает вас..

Популярность и деятельность этого священника уже у властей на примете.»
В 1921 году митрополитом Вениамином (Казанским) был возведён в сан протоиерея.
12 мая 1922 года, в числе прочих лиц, прибыл в Троицкое подворье на Самотёке, где тогда находился под домашним арестом Патриарх Тихон и, обвинив его в безответственной политике, приведшей к конфронтации Церкви с государством, настоял на том, чтобы Патриарх Тихон на время ареста отказался от своих полномочий, что и было сделано последним — с временной (с 16 мая) передачей церковного управления митрополиту Ярославскому Агафангелу. Однако, 18 мая 1922 года патриарх Тихон поручил передачу синодальных дел (канцелярии) своему «заместителю» именно этой группе клириков: протоиерею Александру Введенскому, священнику Евгению Белкову и священнику Сергию Калиновскому. Резолюция Патриарха была выдана за его отречение. Вместо митрополита Агафангела, который в то время находился в Ярославле, священники обратилась к находившемуся в Москве патриаршему викарию епископу Леониду (Скобееву), который возглавил деятельность группы, названной Высшим церковным управлением (ВЦУ). На следующий день епископа Леонида (Скобеева) на этом посту заменил епископ Антонин (Грановский).
Введенский через реформаторские идеи намеревался заинтересовать «обновленчеством» тех представителей интеллигенции, которых в начале века привлекала идея религиозного обновления церкви и общества. Однако эффект этой меры был кратковременным и в дальнейшем привёл к обратным результатам.
26 мая 1922 года вместе со священниками Владимиром Красницким и Евгением Белковым объявлен митрополитом Петроградским Вениамином (Казанским) отпавшим от общения с церковью за самовольные действия, поскольку, как отметил митрополит в своём «Послании» к пастве от 28 мая, «от святейшего патриарха никакого сообщения о его отречении и учреждении Высшего нового церковного управления до сего времени мною не получено». В дальнейшем это отлучение было снято епископом Алексием (Симанским) под страхом расстрела митрополита Вениамина.
6 июля 1922 года подписал «Ходатайство группы духовенства — „Живой церкви“ — о помиловании приговорённых к расстрелу по делу петроградского духовенства и верующих», авторы которого «преклоняясь перед судом рабоче-крестьянской власти», ходатайствовали перед Петрогубисполкомом «о смягчении участи всех церковников, осужденных высшей мерой наказания, в особенности: Чельцова, Казанского, Елачича, Плотникова, Чукова, Богоявленского, Бычкова и Шеина».
В октябре 1922 года возглавил одну из структур обновленчества — «Союз общин древлеапостольской церкви» (СОДАЦ), цели и задачи которого он определял в апреле 1923 года следующим образом: «Инициатором в вопросе о подлинной реформе церкви является руководимый мной „Союз общин древле-апостольской церкви“, поставивший своей задачей борьбу с современной буржуазной церковностью и введение в жизнь церкви подлинных, забытых самими верующими принципов христианства <…>»
В конце апреля — начале мая 1923 года — активный участник первого обновленческого поместного собора (в обновленческой историографии — «Второй Всероссийский Поместный Священный Собор»), на котором по его докладу был лишён сана и монашества Патриарх Тихон. 4 мая во время работы собора был назначен архиепископом Крутицким, первым викарием Московской обновленческой епархии. 6 мая 1923 года был хиротонисан во обновленческого епископа Крутицкого, викария Московской епархии, с возведением в сан архиепископа. Хиротонию совершили: митрополит Антонин (Грановский), Тихон (Василевский), Пётр Блинов, архиепископы Вениамин (Муратовский), Артемий (Ильинский). Введенский на момент хиротонии состоял в браке (на этом же соборе был введён брачный епископат).
8 августа 1923 года назначен членом созданного тогда же Всероссийского обновленческого священного синода и состоял его членом до самороспуска данного Синода.
В начале 1924 года Введенскому также было поручено заниматься зарубежными делами с возведением его в сан «митрополита Лондонского и всея Европы». Однако попытка обновленцев получить хотя бы один храм в Западной Европе претерпела неудачу. 18 октября 1924 года был возведён в сан митрополита с присвоением титула «апологетом-благовестником» обновленческой церкви.
На проходившем 1—10 октября 1925 года втором обновленческом поместном соборе (в обновленческой историографии «III Всероссийский поместный собор православной Церкви») был избран товарищем председателя. На заседании 2 октября выступил с докладом «О современном положении православия», в котором обвинил руководство Московской патриархии в получении директив из заграничных «монархических штабов» и огласил заведомо ложное письмо обновленческого епископа Николая Соловья, о том, что в мае 1924 года Патриарх Тихон «послал с ним в заграничный монархический штаб между прочим один документ о том, что он, Тихон, благословляет на будущее русское царство не Николая Николаевича, а Кирилла Владимировича». Этот документ был использован властями в качестве предлога для ареста Патриаршего местоблюстителя митрополита Петра (Полянского).
Хорошо его знавший Анатолий Краснов-Левитин писал о нём: «Прежде всего это человек порыва. Человек необузданных страстей. Поэт и музыкант. С одной стороны — честолюбие, упоение успехом. Любил деньги. Но никогда их не берег. Раздавал направо и налево, так что корыстным человеком назвать его нельзя было. Любил женщин. Это главная его страсть. Но без тени пошлости! Он увлекался страстно, до безумия, до потери рассудка. И в то же время в душе у него было много красивых, тонких ощущений : любил музыку (ежедневно по 4, по 5 часов просиживал за роялем. Шопен, Лист, Скрябин — его любимцы), любил природу. И, конечно, был искренно религиозным человеком. Особенно радостно он переживал Евхаристию: она была для него Пасхой, праздником, прорывом в вечность. Мучительно сознавал свою греховность, каялся публично, называл себя окаянным, грешником. Обращаясь к народу, говорил: „Вместе грешим перед Христом, будем вместе и плакать перед ним!“ А потом наступал какой-то спад; и сразу проступали мелкие, пошленькие черточки в его характере: любовь к сплетням, детское тщеславие и, что хуже всего, трусость. Трусость в соединении с тщеславием и сделали его приспособленцем, рабом советской власти, которую он ненавидел, но которой всё-таки служил».
3 сентября 1929 года он начинает делать записи в тетрадке под заглавием «Мои мысли о политике. Дневник только для самого себя». Вел эти записи на случай своего ареста, надеясь, что их обнаружение при обыске в бумагах хотя бы как-то облегчит его участь. В своем дневнике А. И. Введенский называет И. В. Сталина «гениальным человеком», выражает радость по поводу его побед над оппозицией. Он критикует интеллигенцию за двурушничество и видит в этом причину недоверия к ней со стороны советской власти. 24 ноября 1929 года он сетует, что даже среди обновленцев мало искренних по отношению к коммунизму людей. В последней записи дневника, относящейся к 10 ноября 1930 года он пишет: «Раскрыта новая организация вредителей. Как она меня возмущает! Что за негодяи эти Рамзины и компания. Как хочется самому активно включиться в защиту СССР и пятилетки. Тяготит бессилие и поповщина».
Настоятель храма Христа Спасителя в Москве (с 1923 года до его закрытия в 1931 году); с 1931 года — храма Петра и Павла на Новой Басманной, где располагалась обновленческая Московская богословская академия. В 1934 году, после закрытия храма Петра и Павла и Академии, перешёл со всей паствой в Никольский храм в Новой Слободе на Каляевской улице.
В 1935 году вторично женился, оставаясь при этом митрополитом.
В 1936 году, после закрытия Никольского храма, перешёл в церковь Спаса во Спасской, на Большой Спасской улице. В декабре 1936 года перешёл в церковь Пимена Великого в Новых Воротниках.
7 декабря 1936 года «митрополиту-благовестнику» было объявлено, что служителям культа запрещается произносить проповеди, так как новая «сталинская» Конституция разрешает отправление религиозного культа, но не религиозную пропаганду. Впоследствии, по словам Левитина, такое толкование Конституции было пересмотрено, но с декабря 1936 г., по свидетельству того же Левитина, «странно, внезапно и непостижимо чудесный проповеднический дар покинул Введенского». «Все проповеди, которые произносил А. И. Введенский после 1936 г., оставляли досадное и тягостное впечатление: вдруг погас огненный темперамент, исчезли гениальные озарения и дивные взлеты — на кафедре стоял заурядный священник, который неимоверно длинно и скучно излагал давным-давно всем известные истины. <…> И психологически А. И. Введенский сильно деградировал».
По утверждению А. Э. Краснова-Левитина, «В 1937 году Александр Иванович чудом избежал ареста. В течение всего года он жил под дамокловым мечом.».
При воссоздании в апреле 1941 года обновленческого Высшего Церковного Управления вошёл в его состав как заместитель председателя, «Первоиерарха Московского и всех Православных Церквей в СССР» (титул «Первоиерарха» носил обновленческий митрополит Виталий (Введенский)). 6 октября 1941 года обновленческий первоиерарх митрополит Виталий (Введенский) ушёл в отпуск и передал власть своему заместителю. 10 октября 1941 года в новом заявлении митрополит Виталий уточнил свой уход, охарактеризовав его как бессрочный, и указал, что все свои полномочия и прерогативы передаёт Александру Введенскому, назвав его новым титулом — «Святейший и Блаженнейший Первоиерарх Московский и всех Православных Церквей в СССР». Титул был введен без санкции собора, но все обновленческие иерархи одобрили его. В срочном порядке 9 октября во епископа Коломенского был хиротонисан  протопресвитер Анатолий Филимонов, 11 октября во епископа Звенигородского — архимандрит Сергий (Ларин). 12 октября состоялось последнее заседание обновленческого Высшего Церковного Управления, на котором произошло принятие решения об упразднении ВЦУ и переходе всей полноты церковной власти к Первоиерарху с правом передачи её любому лицу из обновленческих архиереев. Было также решено образовать Московское епархиальное управление в составе двух новых архиереев под председательством епископа Анатолия. В тот же день Александр Введенский в качестве Первоиерарха написал своё первое патриотическое воззвание.
13 октября 1941 года вместе с митрополитом Виталием (Введенским) в одном вагоне с руководством Московской патриархии эвакуирован в Ульяновск. Там ему был передан Богородице-Неопалимовский храм, в котором был устроен кафедральный собор. Обладая большим честолюбием, решил официально объявить себя Патриархом. 29 октября и 4 ноября 1941 года он отправил в Московское епархиальное управление письма, подписанные: «Первоиерарх-Патриарх Александр». 4 декабря в Ульяновске без санкции обновленческого епископата и общин состоялась его «патриаршая интронизация». Большая часть обновленческого духовенства восприняла ее негативно. В результате в конце декабря 1941 года Введенский, вероятно под воздействием государственных органов, вынужден был отказаться от титулования себя Патриархом.
В 1942 году — начале 1943 года воссоздал обновленческие церковные структуры на местах (Алма-Ата, Ленинград, Рыбинск, Свердловск, Ташкент, Тула, Ярославль): замещал вдовствующие кафедры, совершал архиерейские хиротонии. Многие храмы в этот период открывались как обновленческие (Средняя Азия, Тамбов).
В 1943 году советской властью был взят курс на ликвидацию обновленчества. Обновленцы в массовом порядке переходили в Московский патриархат. Безуспешно пытался удержать епископов-обновленцев, принуждаемых властью переходить в Русскую православную церковь.
4 марта 1944 года Введенский обратился к «великому предводителю армии и страны» Сталину с письмом, в котором известил, что «желая принять посильное участие во всенародном подвиге, внёс 4 марта в Московскую городскую контору Госбанка мой драгоценный архиерейский наперсный усыпанный изумрудами крест». В ответе (опубликованном в «Известиях» 21 апреля 1944 года) Сталин благодарил Введенского от лица Красной армии и передавал свой привет, однако именовал его не «первоиерархом», а «Александром Ивановичем».
В начале весны 1944 года Александр Иванович поехал из Москвы в Ульяновск: навестить жену и недавно родившуюся дочь. Однако после крестин дочери он оказался буквально запертым в городе. Выписанный в Москве Карповым пропуск, обеспечивавший в условиях военного времени свободный проезд между городами, «вдруг» оказался недействительным. В это время начался лавинообразный переход московских обновленческих храмов в Патриархию. Вслед за Москвой от «первоиерарха» стали отделяться и обновленческие епархии. Изоляция А. И. Введенского в Ульяновске практически уничтожила обновленческую «Православную Церковь в СССР». Она перестала существовать именно в качестве церковной организации (во всех земных смыслах этого понятия), сократившись до Пименовского храма в Москве, прихода в Ульяновске и небольшой группы духовенства, все ещё державшейся за митрополита Александра Введенского.
В июне 1945 года Введенский обратился с просьбой о приёме в юрисдикцию Московской Патриархии. В сентябре последовало окончательное решение — он может быть принят лишь мирянином и занять единственное возможное место рядового сотрудника «Журнала Московской Патриархии». Как отмечал А. И. Краснов-Левитин: «При характере Александра Ивановича, при его потребности в триумфах, при его жажде разнообразия — это был смертный приговор». Воссоединение не состоялось.
Скончался от паралича 26 июля 1946 года. Об отпевании вспоминал в своих воспоминаниях А. Б. Свенцицкий. Возглавлял отпевание обновленческий митрополит Крутицкий Филарет (Яценко), ему сослужили обновленческий епископ Дмитровский Алексий Михайлов и 12 обновленческих священников и 4 диакона, в том числе сын умершего, протодиакон Александр Введенский, и Анатолий Левитин.

Храм Св<ятого> Пимена Великого был переполнен, но странные были похороны. Я пришёл в храм к 10 утра. Заупокойная литургия ещё не началась. Пожилые женщины в народе высказывались об Александре Ивановиче крайне резко: «Да какой же он митрополит! Смотрите — три жены у гроба, все тут…». Народ почти не осенял себя крестным знамением. Служба все не начиналась, кого-то ждали. Очевидно, архиерея, подумал я. Но кто же будет отпевать Введенского? Распорядители попросили народ расступиться, и в храм вошла и медленно пошла ко гробу… Александра Михайловна Коллонтай <…> Чёрное платье, орден Ленина на <…> груди, в руках огромный букет красных и белых роз. Стала А. М. Коллонтай у гроба рядом с женами А. И. Введенского.

Похоронен на Калитниковском кладбище Москвы, у алтарной стены Скорбященской церкви, в одной могиле с матерью Зинаидой Саввишной (по второму браку — Неруш).
По указанию Г. Г. Карпова архив Введенского 29 декабря 1950 года был «уничтожен через сожжение».

## Семья
- Первая жена — Ольга Фёдоровна Введенская (дев. Болдырева)[22] (1891—1963)[23], фактически не жил с ней с 1922 г., официально развёлся в 1926 г. (уже будучи «митрополитом»)[22], похоронена рядом с бывшем мужем.
  - Сын — протодиакон Александр Александрович Введенский (1913—1988), первоначально был рукоположён отцом во диакона («обновленческого»), после смерти отца принёс покаяние в патриаршей церкви и был заново рукоположён во диакона; до самой смерти своей служил в храме на Калитниковском кладбище. Был женат на Людмиле Ивановне, урождённой ? (1922—2007), детей не имели[24], похоронены вместе рядом с А. И. Введенским.
  - Сын — иерей Андрей Александрович Введенский (1918—1950), первоначально был рукоположён отцом во диакона и иерея («обновленческого»). В октябре 1946 года принёс покаяние в патриаршей церкви. В ноябре 1946 года перерукоположён во диакона, 3 января 1947 года рукоположён во священника. В ноябре 1947 года подал прошение о переходе в Русскую старообрядческую церковь, но не был принят. 3 июля 1948 арестован. 10 января 1949 года приговорён к 10 годам лагерей. 28 апреля 1950 года застрелен при попытке к бегству из Каргапольлага в Архангельской области. Реабилитирован в 1989 году[25].
  - Сын — протоиерей Владимир Александрович Введенский (1921—1984), похоронен рядом с отцом.
- Вторая жена — Татьяна Николаевна Беккер (урожд. баронесса фон Нольде), скончалась в блокадном Ленинграде
  - Дочь — Мария Александровна Введенская (1924—1985)
- Третья жена — Анна Павловна Введенская (урожд. Завьялова) (1914—2007) После кремации в Митинском крематории захоронена в могилу к А. И. Введенскому.
  - Сын — Александр Александрович Введенский (1937—1994)
  - Сын — Михаил Александрович Введенский (1938—1942)
  - Сын — Олег Александрович Введенский (1942—2008), похоронен рядом с отцом.
  - Дочь — Ольга Александровна Введенская (Чубакова) (1943—2018)[26]

## Опубликованные сочинения
статьи и заявления
- Причины неверия русской интеллигенции // Странник, 1911. — № ?
- Свящ. А. Введенский. Духовник Н. В. Гоголя // Странник : духовный журнал. — СПб., 1912. — Т. 53, № август. — С. 172—193.
- Божественная литургия и Иоанн Кронштадтский // Божия Нива. 1918. — № 3-5. — С. 37-47.
- Христианство и анархизм // «Соборный разум». — Петроград, 1918.
- Паралич Церкви // Живая церковь. 1922. — № 1. — C. 7-9.
- Что нужно церкви? // Живая церковь. 1922. — № 2. — С. 2-4.
- Что должен сделать грядущий собор? // Живая церковь. 1922. — № 2. — С. 4-6.
- О социально-экономическом вопросе с точки зрения Церкви // Живая церковь. 1922. — № 2. — С. 11-12.
- Кто пойдет путем обновления церкви? // Живая церковь. 1922. — № 3. — С. 2-4.
- Программа союза общин Древле-Апостольской Церкви // За Христом. — Пермь. 1922. — № 1-2. — С. 22-24.
- «Автокефалисты» // Соборный разум. 1922. — № 1. — С. 3—4.
- О социально-экономическом вопросе с точки зрения церкви // Соборный разум. 1922. — № 2/3. — С. 10.
- Письмо к православным Петрограда // Соборный разум. 1922. — № 2/3. — С. 16.
- Первый Всероссийский съезд союза общин Дневне-Апостольской Церкви // Церковное обновление. 1923. — № 7. — С. 4
- Апологетическое обоснование обновленчества // Вестник Священного Синода Православной Российской Церкви. — М., 1925. — № 1. — С. 18-28.
- Крепите обновленческие ряды // Церковное обновление. 1925. — № 2 (28 января). — С. 11.
- Юбилей обновления. 12 мая 1925 года (из мемуаров) // Церковное обновление. 1925. — № 9 (25 мая). — С. 69-72.
- Ходатайство протоиерея А. И. Введенского во ВЦИК о помиловании приговоренных к расстрелу по делу московского духовенства и верующих // Архивы Кремля. Политбюро и Церковь 1922—1925 гг.: В 2-х тт. — Т. 1. — Новосибирск: Сибирский хронограф; М.: РОССПЭН, 1997. — С. 218—219.
- Ходатайство протоиерея А. И. Введенского о помиловании приговоренных к расстрелу по делу петроградского духовенства и верующих // Архивы Кремля. Политбюро и Церковь 1922—1925 гг.: В 2-х тт. — Т. 1. — Новосибирск: Сибирский хронограф; М.: РОССПЭН, 1997. — С. 232—234.
- Ходатайство протоиерея А. И. Введенского перед А. И. Рыковым о помиловании приговоренных к расстрелу митрополита Петроградского и Гдовского Вениамина (Казанского) и архимандрита Петроградского подворья Троице-Сергиевой Лавры Сергия (Шеина) по делу петроградского духовенства и верующих // Архивы Кремля. Политбюро и Церковь 1922—1925 гг.: В 2-х тт. — Т. 1. — Новосибирск: Сибирский хронограф; М.: РОССПЭН, 1997. — С. 238—242.
- Письма обновленческого митрополита Александра Введенского своему сыну из эвакуации в Ульяновске // Церковно-исторический вестник, № 20-21. — М., 2019. — С. 60-68.

отдельные издания
- Свящ. Александр Введенский. Духовник Н.В. Гоголя (О. Матвей Константиновский) (К переоценке его характеристики). — Одесса: 2-е изд., Г. Н. Навроцкий, 1913. — 24 с.
- Гражданский брак или церковный. — Одесса : Одес. епарх. кн. склад, 1918. — 32 с
- Заслуги церкви перед обществом и государством. — Одесса: Одес. епарх. кн. склад, 1918. — 77 с
- Социализм и религия. — Пг., 1918;
- Паралич Церкви. — Пг., 1918;
- Анархизм и религия. — Пг., 1918;
- Церковь и голод. — Пг. : Б.и., 1922. — 27 с.
- Церковь и революция. Пг., 1922;
- Церковь и Государство М.. Издание Мосполитграфа, 1923.
- За что лишили сана бывшего патриарха Тихона (Речь прот. А. И. Введенского на заседании 2-го Всероссийского Поместного Собора 3 мая 1923 года в Москве). — М.: «Красная Новь», 1923.
- Церковь Патриарха Тихона. — М., 1923.
- Церковь и революция. — М., 1923.
- Луначарский А. В. Христианство или коммунизм: Диспут с митрополитом А. Введенским. — Л.: Госиздат, 1926. — 74 с.
- Луначарский А. В. «Личность Христа в современной науке и литературе» (Об «Иисусе» Анри Барбюса). Стенограмма диспута А. В. Луначарского с митрополитом Ал. Введенским. — М.: Изд. «Безбожник», 1928. — 41 с.